# Бубновый валет
«Бубновый валет» — историческое художественное объединение в Москве, крупнейшая творческая группировка раннего авангарда, существовавшая с 1911 по 1917 год.
Художники группы («бубнововалетцы») порвали с традициями реалистической живописи и выступали с формалистических позиций против идейности искусства. Среди её основателей и наиболее выдающихся художников — Пётр Кончаловский, Илья Машков, Михаил Ларионов, Аристарх Лентулов, Наталья Гончарова, Василий Рождественский, Александр Куприн.
Первоначально такое название носила скандальная выставка, проходившая в Москве в декабре 1910 — январе 1911 года. Впоследствии её участники вошли в одноимённое творческое объединение, которое существовало до декабря 1917 года. Это художественное объединение знаменовало в России «собой тот общеевропейский переворот в искусстве, который на пять лет раньше осуществили французские фовисты и немецкие экспрессионисты группы „Мост“». Художники «Бубнового валета» отрицали традиции как академизма, так и реализма XIX века. Для их творчества характерны живописно-пластические решения в стиле Сезанна (постимпрессионизм), фовизма и кубизма.

## Название
Происхождением своим название выставки и объединения обязано двум ассоциациям, и построено на недвусмысленной игре слов: до 1917 года «бубновыми тузами» называли каторжников (в том числе, с определённого времени, немалой частью — политических) — тюремное одеяние их представляло собой длинную серую посконную робу-балахон, на спину которой нашивался чёрный ромб — что, как и всегда, должно было делать обладателя такого наряда «клеймлённым» и приметным; второй, также «семиотический» намёк, подразумевал толкование, источником имевшее старинный французский карточный жаргон, в соответствии с которым валетовый (фр. valet — слуга, лакей) номинал в сочетании с бубновой мастью (фр. Carreau — квадратики) считался и звался — «мошенником», «плутом». Всё это и должно было вызывать у добропорядочных обывателей определённую реакцию: у кого — юмористическую, у других — невольного содрогания, у третьих — раздражение и ханжеское возмущение.
Однако версий истории создания названия существует много, в том числе основанных на воспоминаниях участников группы.

## История
Ведёт начало от одноимённой выставки, организованной 10 декабря 1910 — 16 января 1911 года в Москве в художественном салоне на Большой Дмитровке 11, (ныне № 32), в доме Р. Б. Левинсона (Левиссона). Это была одна из самых ошеломляющих культурных акций своего времени, своего рода «пощёчина общественному вкусу», нанесённая живописцами за два года до выхода в свет одноимённого литературного сборника. Портреты оказывали поистине шокирующее действие, а композиции на религиозные темы Гончаровой и Лентулова даже были сняты с выставки. 
Одним из первых доброжелательных отзывов на выставку был отзыв М. А. Волошина.
В октябре 1911 группа участников первой выставки «Бубнового валета» (Петр Кончаловский, Александр Куприн, Илья Машков и Василий Рождественский) обратилась к городским властям Москвы за разрешением учредить Общество художников «Бубновый валет», целью которого ставилось «распространение современных понятий по вопросам изобразительных искусств». Аристарх Лентулов, организатор и вдохновитель первой выставки, находился в это время вместе со своей семьей в годовой поездке в Париж, где учился в студиях у Анри Ле Фоконье, Жана Метценже, в частной академии де Ла Палетт, и активно поддерживал учредителей «Бубнового валета» в переписке.
Устав общества был утвержден 1 ноября 1911, издан в Москве отдельной книгой и роздан членам Общества, впоследствии бесплатно распространялся на выставках «Бубнового валета». Членами-учредителями стали Петр Кончаловский, А. В. Куприн, И. И. Машков и В. В. Рождественский. Председателем правления был избран Петр Кончаловский (в 1916 году его сменил Александр Куприн), секретарем — Илья Машков, казначеем — Александр Куприн, членом правления — Василий Рождественский. Впоследствии в правление входили также Аристарх Лентулов (с 1912 года, сразу же по возвращении из годичной поездки в Париж и Италию), Роберт Фальк и М. С. Родионов. К концу первого года общество насчитывало 20 действительных членов и 50 членов-соревнователей (экспонентов). Его почетными членами были избраны коллекционер и меценат Сергей Щукин и Василий Суриков..
По словам искусствоведа Ирины Вакар, всю стилевую эволюцию «Бубнового валета» на протяжении 1910-х годов можно описать буквально в двух словах: от «примитивизма» к «сезаннизму».
Группа Михаила Ларионова и Натальи Гончаровой (Виктор Барт, Артур Фонвизин, Владимир Татлин, Алексей Моргунов, Николай Роговин), выступавшая против преобладающих в обществе тенденций «сезаннизма» и «западничества», не вошла в «Бубновый валет». Уже в ходе первой выставки в декабре 1910-январе 1911 года Михаил Ларионов, не удовлетворённый повышенным вниманием критики и публики к работам Ильи Машкова и Петра Кончаловского, инициировал конфликт с ними и с Лентуловым, принявшись демонстративно снимать со стен свои картины. Лентулову удалось уладить конфликт, но уже 3 января 1911 года, за две недели до закрытия экспозиции, Михаил Ларионов объявил в печати о разрыве с «Бубновым валетом» и подготовке в будущем сезоне 1911/1912 годов новой выставки своей группы под названием «Ослиный хвост».
Главным событием сезона для группы «Ослиный хвост» стало её выступление в Москве, на арене противостояния с «Бубновым валетом». Обе конкурирующие группировки намеревались выставиться почти одновременно, в январе, но если «валеты» успели вовремя арендовать удобное помещение и открыли свою первую отдельную выставку на Воздвиженке 25 января, то «хвосты» опоздали и им пришлось отложили свой вернисаж до марта 1912 года.
Выставка «Ослиный хвост» состоялась 11 марта — 8 апреля 1912 года в новом выставочном зале Училища живописи, ваяния и зодчества (Мясницкая ул., 21). Состав выставки «Ослиного хвоста» показал реальную картину исхода «хвостов» из «Бубнового валета»: в ней участвовали Михаил Ларионов, Наталья Гончарова, Алексей Моргунов, Артур Фонвизин, Александр Шевченко, Кирилл Зданевич, Ю. П. Анисимов, В. С. Барт, С. П. Бобров, Михаил Ле-Дантю, К. С. Малевич, Н. Е. Роговин, Е. Я. Сагайдачный, И. А. Скуйе, Владимир Татлин, М. З. Шагал, А. С. Ястржембский.
Раскол «Бубнового валета» произошёл по принципиальным соображениям. Если большинство бубнововалетцев, среди которых были Р. Фальк, П. Кончаловский, А. Куприн, И.Машков, В. Рождественский ориентировались на новую французскую живопись, то художники «Ослиного хвоста» стремились соединить живописные достижения европейской школы с традициями русского народного, наивного искусства, крестьянской примитивной живописи, лубка, иконописи, искусства Востока. Со временем обе группы оказались в непримиримой вражде, разгорелась, по выражению прессы, «война хвостов и валетов». В марте 1913 года, в связи с открытием выставки «Мишень», Ларионов и сторонники организовали диспут под названием «Восток, национальность и Запад», где обвиняли бубновалетовцев, обратившихся к сезаннизму, в рабском подражании западному искусству, в то время как сами они стали черпать вдохновение из восточного.
После раскола с группой Ларионова «Бубновый валет» стал устраивать диспуты в Политехническом музее, и к группе примкнули поэты-футуристы. Но после 1914 года в связи с войной общество постепенно утрачивало внутреннее единство. На фронт ушли В.Рождественский, П.Кончаловский и А. В. Шевченко, утратив тем самым возможность полноценного участия в выставочной деятельности. Значимые иностранные участники выставок «Бубнового валета» — Пабло Пикассо, Жорж Брак, Ле Фоконье, Отон Фриез, Робер Делоне, немало способствовавшие его популярности, из-за ограничений военного времени также утратили возможность выставляться в России. Германские художники вообще стали противниками России и Франции на фронте, а часть из них вскоре и погибла там же (Август Макке и Франц Марк).
В 1916 году его покинули Пётр Кончаловский и Илья Машков (ушли в «Мир искусства»), после чего место председателя вместо Кончаловского занял Куприн, деля организаторские функции с Лентуловым и Фальком. Однако после революционных событий февраля 1917 года старожилов объединения вытеснили более молодые художники-беспредметники (Малевич, Татлин, Удальцова, Попова и др.), особенно когда в конце 1917 года молодое сообщество «0,10» присоединилось к «Бубновому валету». Также в группу влилось общество «Супремус». В силу этого все «старики» — Куприн, Аристарх Лентулов, Адольф Мильман, Фальк, Рождественский — ушли из объединения в 1917 году, и на собрании общества 14 (27) октября 1917 председателем правления был избран Казимир Малевич; одновременно действительными членами общества стали Лев Бруни, Иван Малютин, Александр Осмеркин, Любовь Попова, Владимир Татлин, Надежда Удальцова и др. Однако уже 18 (31) октября группа Татлина вышла из общества, не встретив поддержки в своем требовании изменить его название.
В последней выставке общества, открывшейся 21 ноября (4 декабря) 1917 в Москве все в том же доме Левиссона на Большой Дмитровке, участвовали Александр Барышников, Давид Бурлюк, А. М. Гумилина, Н. М. Давыдова, Василий Каменский, Иван Клюн, Ксан Крон и его супруга Юлия Хольмберг-Крон, Николай Кузнецов, Михаил Леблан, Казимир Малевич, Михаил Меньков, Д. В. Петровский, Ольга Розанова, Владислав Ходасевич, Эдуард Шиман, Александра Экстер. На выставке доминировали супрематические работы Малевича и его последователей. На ее закрытии 3(16) декабря Давид Бурлюк, Василий Каменский и Казимир Малевич прочитали доклад на тему «Заборная живопись». На этом деятельность общества прекратилась..
Старое ядро бубнововалетцев в 1917—1918, 1921 и 1922 участвовало в выставках общества «Мир искусства», председателем которого стал Илья Машков. В 1923 и 1924 бывшие основатели «Бубнового валета» провели самостоятельные выставки («Выставка картин» и «Выставка картин, организованная Российским обществом Красного креста»), а в 1925, объединившись с молодежью из числа учеников и последователей, образовали общество «Московские живописцы», в дальнейшем преобразованное в «Общество московских художников» (ОМХ). В марте 1927 в Третьяковской галерее состоялась ретроспективная выставка произведений художников группы «Бубновый валет».

## Участники
Ядро объединения составляли П. Кончаловский (председатель), И. Машков (секретарь), А. Куприн (казначей), А. Лентулов, Р. Фальк, В. Рождественский, А. Осмеркин, членами его были Н. Гончарова, М. Ларионов, В. и Д. Бурлюки, Н. Кульбин, К. Малевич, А. Шевченко и др.
Помимо картин российских членов объединения экспонировались работы живших в Мюнхене В. Кандинского и А. Явленского, а также зарубежных художников — Ж. Брака, К. Ван Донгена, Р. Делоне, А. Дерена, А. Матисса, П. Пикассо, А. Руссо, П. Синьяка и др.
В выставках «Бубнового валета» участвовали, в частности, следующие художники (для участия в выставках было не обязательно входить в объединение):
- Н. И. Альтман
- А. А. Барышников
- В. С. Барт
- В. Г. Бехтеев
- С. И. Бодуэн-де-Куртенэ
- В. Д. Бубнова[11][12]
- В. Д. Бурлюк
- Д. Д. Бурлюк
- Н. С. Гончарова
- А. В. Грищенко
- А. Гумилина
- Н. М. Давыдова
- В. В. Каменский
- В. В. Кандинский
- И. Клюн
- П. П. Кончаловский
- К. Крон
- Н. Е. Кузнецов
- А. В. Куприн
- М. Ф. Ларионов
- М. В. Леблан
- А. В. Лентулов
- С. И. Лобанов
- К. С. Малевич
- А. Т. Матвеев
- И. И. Машков
- М. Меньков
- А. И. Мильман
- А. Могилевский
- А. А. Моргунов
- А. А. Осмеркин
- Д. В. Петровский
- А. П. Плигин
- В. И. Пожарский
- Л. С. Попова
- В. В. Рождественский
- О. В. Розанова
- В. В. Савинков
- А. М. Самойлова
- А. Ф. Софронова
- Л. Г. Турченко
- Н. А. Удальцова
- Р. Р. Фальк
- Г. Фёдоров
- И. С. Федотов
- М. А. Фейгин
- А. В. Фонвизин
- В. Ходасевич
- Ю. Хольмберг-Крон
- А. В. Шевченко
- Э. Шиман
- Л. В. Штюрцваге (Сюрваж)
- А. А. Экстер
- А. Г. Явленский